# 帕里斯 (缅因州)
帕里斯（Paris）位于美国缅因州西部，是牛津县的县治。
根据2000年美国人口普查，共有4,793人，其中白人占97.89%。